# Alfons Czwojda
Alfons Czwojda (ur. 1908 w Kobylinie, zm. 17 kwietnia 1982 w Skalmierzycach) – polski ksiądz katolicki, kanonik, odnowiciel sanktuarium maryjnego w Skalmierzycach.

## Życiorys
Pochodził z rodziny rzemieślniczo-kupieckiej i był siódmym z dziesięciorga dzieci swoich rodziców. W 1918 rodzina przeniosła się do Krotoszyna, gdzie uczęszczał do gimnazjum. Okresowo pełnił funkcję przewodniczącego Sodalicji Mariańskiej. W 1929 wstąpił do seminarium i studiował w Poznaniu oraz Gnieźnie. W 1934 odebrał z rąk kardynała Augusta Hlonda święcenia kapłańskie. Pełnił funkcję wikariusza w Miejskiej Górce, Wielichowie, Zaniemyślu i Ostrowie Wielkopolskim, gdzie zastała go II wojna światowa. Okupację niemiecką przeżył ukrywając się u ostrowskich sióstr elżbietanek (pełnił tajne posługi kapłańskie). W 1945 objął parafię w Skalmierzycach i przez 37 lat (do śmierci) był tam proboszczem. Ożywił tu podupadły od czasów zaborów kult maryjny i tutejsze sanktuarium. Impulsem do działania było dla niego uzdrowienie umierającego dziecka pod obrazem Matki Boskiej. Udokumentował historię sanktuarium i obrazu, wznowił odpusty oraz doprowadził do koronacji obrazu maryjnego 4 września 1966 (uroczystościom przewodniczył kardynał Stefan Wyszyński). Od 1979 wprowadził tzw. Kwartalne Dni Ekspiacji. Około 1980 wybudował też drogę krzyżową w formie kalwarii. Zmarł na zawał serca, który zdarzył się w piątek, ale celowo przedłużał swoją agonię, by umrzeć tuż po północy w sobotę – dniu maryjnym.